# Geiersmühle (Castell)
Die Geiersmühle (auch Grünewaldsmühle) ist eine Einöde auf der Gemarkung von Castell im unterfränkischen Landkreis Kitzingen.

## Geografische Lage
Die Geiersmühle befindet sich im Norden des Casteller Gemeindegebiets am Gründleinsbach. Weiter im Norden beginnt das Gemeindegebiet von Rüdenhausen. Östlich entlang des Gründleinsbachs erhebt sich die Gründleinsmühle, ebenfalls auf Casteller Gemarkung, während im Südosten Castell selbst zu finden ist. Unmittelbar an die Geiersmühle schließt sich im Westen Trautberg an, weiter westlich beginnt das Gemeindegebiet von Wiesenbronn.

## Geschichte
Die Getreidemühle unterhalb des Trautberges wurde im Jahr 1624 erstmals erwähnt. Jakob Beiger wurde „Müller zum Trautberg“  genannt. Der Name veränderte sich noch im 17. Jahrhundert. Zwischen 1675 und 1689 hatte der Müller Hanns Grünenwaldt die Mühle in seinem Besitz. Während dieses Zeitraums wurde die Anlage nach ihrem Besitzer „Grünewaldsmühle“ genannt. Den heutigen Namen erhielt die Mühle, als sie zwischen 1733 und 1756 im Besitz des Hans Michael Geyer war.
Kurze Zeit später, im Jahr 1781, entstanden die heutigen Gebäude. Der Eigentümer Lorenz Schmidt errichtete die Anlage. Im Jahr 1888 erwarb der Müller Andreas Elflein die Geiersmühle. Die Familie Elflein lebte noch zu Beginn des 21. Jahrhunderts in unmittelbarer Umgebung zur Mühle. Im Jahr 1942 wurde die Mühle stillgelegt und in ein Wohnhaus umgewandelt. 1991 begannen die damaligen Besitzer, die Familie Dürr, die Gebäude abzureißen.

## Sehenswürdigkeiten
Die erhaltenen Mühlengebäude sind als Baudenkmal des Bayerischen Landesamtes für Denkmalpflege eingeordnet. Mittelpunkt der Anlage ist das Wohnhaus aus dem späten 18. Jahrhundert, ein eingeschossiger Mansarddachbau mit Halbwalm und einem Fachwerkgiebel. Die Scheune entstand an der Wende zum 19. Jahrhundert und wurde als Sandsteinquaderbau mit einem steilen Satteldach erbaut. Außerdem haben sich Nebengebäude erhalten.